# Un été à Berlin
Pour plus de détails, voir Fiche technique et Distribution.
Un été à Berlin (titre original : Sommer vorm Balkon) est un film allemand réalisé par Andreas Dresen, sorti en 2005.
Tournée en Allemagne en 2004, cette comédie dramatique met en scène deux femmes, Katrin Engel (Inka Friedrich) et Nicole Pawelsky (Nadja Uhl), surnommée Nike, qui se battent quotidiennement pour leur survie pendant un été à Berlin. Sorti en octobre 2005 en Allemagne, il a fait 967 767 entrées.

## Synopsis
Katrin et Nike sont des amies, elles ont toutes deux dépassé la trentaine et vivent comme locataires dans la même maison de Prenzlauer Berg à Berlin. Originaire de Fribourg, Katrin est au chômage et mère célibataire d’un fils. Couturière qualifiée, Nike travaille comme aide-soignante mobile pour personnes âgées. Elles ont rencontré toutes les deux Ronald, un chauffeur de camion, quand il a failli écraser Katrin. Après une nuit d’amour avec Nike, Ronald s’installe chez elle. Katrin, qui se sent abandonnée par son amie, essaie d’oublier dans l’alcool son chômage et sa solitude. Après une soirée disco, la vie de Katrin s’aggrave. Elle est admise en psychiatrie pour abus d’alcool et y reçoit de l’aide. Pendant ce temps, Nike s’occupe du fils de Katrin, Max, qui connait à son tour son premier chagrin d’amour. La nouvelle relation de Nike avec Ronald ne se déroule pas non plus sans problèmes. Elle apprend qu’il est marié et père de trois enfants de femmes différentes. Quand Katrin revient de l’hôpital, il lui fait des avances à elle aussi. Après une dernière nuit, Nike met sans façon Ronald à la porte. Les amies se rapprochent alors à nouveau et passent les soirées d’été sur le balcon de Nike. L’image finale nous montre la maison pendant l’automne, inhabitée, avec des échafaudages pour la rénovation.

## Fiche technique
- Titre français : Un été à Berlin.
- Titre original : Sommer vorm Balkon.
- Réalisation : Andreas Dresen.
- Scénario : Wolfgang Kohlhaase.
- Photographie : Andreas Höfer (de).
- Montage : Jörg Hauschild (de).
- Musique : Pascal Comelade.
- Producteurs : Stefan Arndt, Peter Rommel.
- Société de production : X-Filme Creative Pool.
- Pays de production :  Allemagne
- Langue de tournage : allemand.
- Format : couleur - 1,66:1 - son Dolby Digital - 35 mm.
- Genre : comédie dramatique.
- Durée : 105 minutes (1 h 45).
- Date de sortie :
  - Allemagne : 28 octobre 2005 ;
  - Autriche : 13 janvier 2006 ;
  - France : 12 juillet 2006.

## Distribution
- Inka Friedrich : Katrin.
- Nadja Uhl : Nike.
- Andreas Schmidt : Ronald.
- Stephanie Schönfeld (de) : Tina.
- Christel Peters (de) : Helene.
- Kurt Radeke (de) : Oskar.
- Vincent Redetzki : Max.
- Hannes Stelzer : M. Neumann.
- Lil Oggesen : Charly.
- Maximilian Moritz : Rico.
- Veit Schubert (de) : le pharmacien.
- Fritz Roth (de) : le directeur de l'entreprise de poupées.
- Traute Hoess (de) : la directrice de l'agence.
- Olaf Burmeister (de) : le secrétaire.
- Herbert Olschok (de) : le recruteur.